# Datianwan Stadium
Datianwan Stadium (chiń. 大田湾体育场; pinyin Dàtiánwān Tǐyùchǎng) – wielofunkcyjny stadion w mieście Chongqing, w Chinach. Może pomieścić 32 000 widzów. W 2007 roku na stadionie rozegrano dwa spotkania fazy grupowej 4. Mistrzostw Azji U-19 w piłce nożnej kobiet.